# 伊藤祐三
伊藤 祐三（いとう ゆうぞう、1960年（昭和35年）8月5日 - ）は、日本の政治家、新聞記者。長野県駒ヶ根市長（2期）。

## 来歴
長野県伊那市生まれ。駒ヶ根市立赤穂小学校、駒ヶ根市立赤穂中学校、長野県伊那北高等学校、中央大学法学部卒業。
1984年（昭和59年）、毎日新聞社に入社。和歌山支局、鳥取支局、大阪本社社会部、同経済部で勤務した。1993年（平成5年）、共同通信社に転職。論説委員を務めた。
2019年（令和元年）6月末、共同通信社を退社。同年8月30日、任期満了に伴う駒ヶ根市長選挙に立候補する意向を表明。中学高校時代の同級生を中心に「応援団」を設け、草の根の運動を展開した。
2020年（令和2年）1月26日に行われた市長選挙に立候補。自民党衆議院議員の宮下一郎と同党県議の佐々木祥二の支援を受けた前市議の小松原繁樹との一騎打ちを制し、初当選を果たした。1月29日、市長就任。
※当日有権者数：26,859人 最終投票率：60.72%（前回比：pts）
| 候補者名   | 年齢 | 所属党派 | 新旧別 | 得票数  | 得票率 | 推薦・支持 |
| ---------- | ---- | -------- | ------ | ------- | ------ | ---------- |
| 伊藤祐三   | 59   | 無所属   | 新     | 9,144票 | 56.62% |            |
| 小松原繁樹 | 61   | 無所属   | 新     | 7,007票 | 43.38% |            |

2024年（令和6年）1月21日、前市議の松崎剛也を破り再選。※当日有権者数：26,258人 最終投票率：58.12%（前回比：-2.6pts）
開票結果は当選 伊藤祐三 63歳 無所属 現 8,489票（56.04%）、松崎剛也 48歳 無所属 新 6659票（43.96%）だった。

## 市政
- 2021年（令和3年）12月17日、性的少数者（LGBTなど）と事実婚のカップルが婚姻に相当する関係にあると認める「パートナーシップ宣誓制度」を、2022年（令和4年）4月1日に導入する方針を明らかにした[8]